# Le Jour du fléau
Pour les articles homonymes, voir Fléau.
Ne doit pas être confondu avec Le Fléau (mini-série).
Pour plus de détails, voir Fiche technique et Distribution.
Le Jour du fléau (The Day of the Locust) est un film américain de John Schlesinger, sorti en 1975, adapté du roman de Nathanael West L'Incendie de Los Angeles (titre original identique au film), publié en 1939, et relatant le désespoir et la condition d'un groupe d'individus différents dont les rêves de succès ont échoué.
Le film se déroule dans le Los Angeles de 1939. Il suit le parcours de personnages variés comme Homer, un comptable malade et maladroit, Tod, un jeune dessinateur de films qui veut devenir peintre et Faye, une jeune fille aimée par ces deux hommes et qui rêve de devenir actrice mais se prostitue en attendant de percer. Ils vont vivre des évènements qui lèveront le voile sur la vanité et les illusions qui ont fait la gloire d'Hollywood.
L'adaptation à l'écran fut assurée par le scénariste Waldo Salt et par le réalisateur John Schlesinger, avec Donald Sutherland, Billy Barty, Karen Black, William Atherton et Burgess Meredith dans les rôles principaux.

## Synopsis
Tod Hackett, un jeune artiste en herbe tout juste diplômé de Yale, arrive à Hollywood pour travailler comme peintre dans un grand studio de cinéma. Il loue un appartement dans le San Bernardino Arms, un immeuble délabré occupé par diverses personnes, souvent en marge de l'industrie. Parmi eux, Faye Greener, une aspirante actrice de pacotille, qui vit avec son père Harry, un ex-vaudeville ; Abe Kusich, un nain qui entretient une relation tumultueuse avec sa petite amie Mary ; Adore Loomis, un jeune garçon dont la mère espère faire de lui un enfant star et Homer Simpson, un comptable refoulé qui convoite Faye. Dans l'appartement de Tod, le mur est fissuré à cause d'un tremblement de terre mais il y place une fleur rouge. Au fil du temps, Tod se lie d'amitié avec Faye et assiste à la projection d'un film dans lequel elle a un petit rôle, accompagnée de Earle Shoop, un cow-boy qu'elle fréquente. Faye est déçue par le film après avoir constaté que sa brève apparition a été sévèrement tronquée lors du découpage final. Plus tard, Tod tente de lui faire la cour mais elle refuse timidement, lui disant qu'elle n'épouserait qu'un homme riche.
Dépité, Tod travaille d'arrache pied sur un projet de film historique en dessinant des croquis des scènes, qui impressionnent son patron. Ce dernier l'invite alors à assister avec lui à une fête au manoir de Hollywood Hills, où les fêtards s'adonnent au visionnage de films pornographiques. Malgré ses hésitations, Faye continue de passer du temps avec Tod et Earl. Le trio se retrouvent à un feu de camp dans le désert en compagnie d'un mexicain, Miguel. Tod, complètement ivre, devient furieux lorsque Faye danse avec Miguel. Il assome ce dernier et la poursuit, apparemment pour la violer, mais elle réussit à le repousser. Quelque temps plus tard, Faye se lie avec Homer, lorsque ce dernier a accueilli Harry qui fait du porte-à-porte pour vendre sa marchandise. Ils se rendent ainsi un dimanche à une réunion de l'église des rouleaux sacrés dirigée par une femme prédicatrice, connue sous le nom de Big Sister. Cette dernière effectue des guérissons miraculeuses avec l'aide de Dieu devant une foule qui l'acclame. Fay espère qu'elle pourra régler le problème cardiaque de son père mais lors de la cérémonie, celui-ci meurt sur scène. Plus tard, afin de payer les frais d'obsèques de Harry, Faye commence à se prostituer au manoir Hollywood Hills, qui sert également de maison close.
Homer, timide et obsessionnel, continue de s'occuper de Faye et ils finissent par emménager ensemble, Faye continuant ses recherches désespérées pour trouver un emploi de figurante au cinéma. Lors du tournage d'un drame historique sur la Bataille de Waterloo, Faye échappe à la mort lors d'un violent effondrement de plateau et retrouve Tod qui a été témoin de l'accident. Faye et Homer invitent ensuite Tod à dîner. Tous trois assistent à un dîner-théâtre avec un spectacle de travestis comme divertissement sur le thème du Vaudou. Au cours du dîner, Faye avoue à Tod que sa relation avec Homer est asexuée mais qu'il l'aime profondément sans rien demander en retour, tout en lui offrant la sécurité. Plus tard, Faye et Homer organisent une fête à laquelle assistent Tod, Abe, Earle, Miguel et Claude Estee, le directeur artistique de Tod. Faye maraude tout au long de la fête, essayant d'impressionner Claude et les autres hommes. Alors qu'il est à l'extérieur, Homer observe par une fenêtre les différents hommes ivres, qui se pâment devant Faye. Lorsqu'elle le remarque, elle l'accuse d'être un voyeur avant de jeter un vase par la fenêtre. Peu après, Homer surprend Faye en train de faire l'amour avec Miguel. Tod ignore passivement la scène, mais Earle la découvre et commence à se battre avec Miguel.
Bouleversés par cette soirée, les personnages se quittent chacun de leur côté, jusqu'à la grande première du film Le Boucanier, qui a lieu au Grauman's Chinese Theatre, auquel assistent le gratin des célébrités et une grande foule de fans. L'évènement prend tellement d'ampleur qu'il devient très vite impossible de se déplacer en voiture et la circulation doit se faire à pied. Tod abandonne son auto et croise Homer qui marche sans but, le regard perdu dans le vide au milieu de la rue. Il tente de lui parler, mais Homer l'ignore, s'asseyant sur un banc près du théâtre. Adore, le jeune enfant acteur, qui assiste à la première avec sa mère, le trouve et commence à le harceler en chantant puis le frapper violemment à la tête avec une pierre. Enragé, Homer devient fou furieux et poursuit l'enfant à travers la foule puis dans un parking à proximité. Quand Adore trébuche et tombe par terre, Homer commence à le piétiner férocement, l'écrasant sous ses chaussures et broyant ses os et organes. Les cris de douleur puis de mort d'Adore attirent l'attention d'une partie de la foule, qui découvre la scène horrible d'un adulte piétinant le cadavre ensanglanté du garçonnet. La foule poursuit Homer et commence à la lyncher, faisant ainsi éclater une véritable émeute. Pendant ce temps, un annonceur de la première confond l'action qui se déroule de l'autre côté de la rue avec l'excitation suscitée par le film. Il fait ainsi croire involontairement qu'une star va arriver, faisant que les gens reculent tous dans la même direction. Faye est alors prise dans la mêlée et se fait agresser, tandis que Tod souffre d'une fracture ouverte de la jambe après qu'une voiture renversée lui soit tombé dessus, provoquant un incendie. Tod observe alors toute la frénésie et le chaos de la foule qui s'attaque aux voitures des stars ainsi qu'au cinéma.
Le lendemain matin, Faye se promène dans l'appartement abandonné de Tod. Elle voit que tout a été enlevé, sauf la fleur dans la fissure du mur et ses yeux se remplissent de larmes avant de quitter la pièce.

## Fiche technique
- Titre : Le Jour du fléau
- Titre original : The Day of the Locust
- Réalisation : John Schlesinger
- Scénario : Waldo Salt, d'après le roman L'Incendie de Los Angeles de Nathanael West
- Photographie : Conrad L. Hall
- Montage : Jim Clark
- Musique : John Barry
- Production : Jerome Hellman
- Pays de production : États-Unis
- Format : Couleurs - 35 mm - 1,85:1 - Mono
- Genre : drame
- Durée : 144 minutes
- Dates de sortie : 
  - États-Unis : 7 mai 1975  (Los Angeles)
  - France : 20 août 1975
- Affiche : René Ferracci (France)

## Distribution
- Donald Sutherland (VF : Robert Bazil) : Homer Simpson
- Karen Black (VF : Evelyn Selena)[1] : Faye Greener
- Burgess Meredith (VF : Henri Labussière) : Harry Greener
- William Atherton (VF : Philippe Étesse) : Tod Hackett
- Geraldine Page (VF : Paule Emanuele) : Big Sister, la prédicatrice
- Richard A. Dysart (VF : Albert Augier) : Claude Estee
- Bo Hopkins (VF : Michel Bedetti) : Earle Shoop
- Pepe Serna (en) (VF : Serge Lhorca) : Miguel
- Lelia Goldoni : Mary Dove
- Billy Barty (VF : Alfred Pasquali) : Abe Kusich
- Jackie Haley (VF : Arlette Thomas) : Adoré
- Gloria LeRoy : Mme Loomis
- Jane Hoffman (VF : Jacqueline Porel) : Mme Odlesh
- Norman Leavitt : Mr. Odlesh
- Madge Kennedy : Mme Johnson
- Margaret Willey (VF : Marie Francey) : l'une des "gingos"
- Natalie Schafer (VF : Claire Guibert) : Audrey
- Gloria Stroock : Alice Estee
- Nita Talbot (VF : Perrette Pradier) : Joan
- Alvin Childress (VF : Georges Atlas) : l'acteur qui joue le majordome
- John Hillerman (VF : Roland Ménard) : Ned Grote
- William C. Castle (VF : Henry Djanik) : le metteur en scène
- Wally Rose (VF : Jacques Ebner) : le 'clapeur', assistant du metteur en scène
- Jerry Fogel (VF : Michel Paulin) : un apprenti
- Bob Holt (VF : Roger Lumont) : le guide de la visite de Hollywood
- Jonathan Kidd (VF : Daniel Brémont) : l'entrepreneur des pompes funèbres
- Wally Berns (VF : Jacques Marin) : le directeur du cinéma
- Bill Baldwin (VF : William Sabatier) : l'annonceur de la première